# Thomas Ostermann
Thomas Ostermann (* 25. August 1966 in Herzebrock) ist ein deutscher Fußballtrainer und ehemaliger -spieler.

## Werdegang
Thomas Ostermann spielte in der Jugend für den Herzebrocker SV, den FC Gütersloh und Arminia Bielefeld. Von 1985 bis 1988 war Thomas Ostermann Profi bei Arminia Bielefeld und absolvierte dort 73 Spiele in der 2. Bundesliga, in denen er drei Tore für Bielefeld erzielte. Ab 1988 bis 1990 folgten noch Spiele in der damals drittklassigen Oberliga Westfalen für Bielefeld, bevor Ostermann anschließend zehn Jahre für den SC Verl ebenfalls in der Oberliga, ab 1994 in der neu eingerichteten drittklassigen Regionalliga, spielte. Im Jahre 2000 kehrte er zu seinem Heimatverein zurück. 1984 gewann er mit der deutschen Mannschaft die U-16-Fußball-Europameisterschaft.
Nach seiner aktiven Karriere wurde Ostermann Trainer und übernahm den Bezirksligisten SV Schwarz-Weiß Marienfeld. Von 2012 bis 2015 war er Jugendtrainer bei Arminia Bielefeld und war zudem Trainer am DFB-Stützpunkt in Gütersloh. Im Sommer 2015 übernahm er den Herzebrocker SV, dessen Mannschaft in der Kreisliga B spielt.

## Erfolge
- U-16-Europameister: 1984